# アルトゥロー・リカタ
アルトゥロー・リカタ（アルトゥーロ・リカタ、アルトゥロ・リカタとも、Arturo Licata、1902年5月2日 - 2014年4月24日）は、イタリア在住だった長寿の男性。存命中の世界最高齢の男性としてギネス世界記録に認定されており、1902年生まれの最後の生き残りの男性でもあった。

## 経歴
1902年5月2日、イタリア・シチリア島のエンナにおいて、4人兄弟・2人姉妹の家に生まれた。9歳で鉱山に働きに出て、のちに19歳でイタリア軍に入って1936年のエチオピア戦争に従軍している。若いころに暮らしていた地域には自動車がなかったため、毎日22kmの距離を歩いていた。危険な労働環境で鉱夫として働いたのち、結核予防会に職を得てビジネスマンとして働き、60歳過ぎで退職している。
妻とは1980年に死別している。7人の子を儲けた。2013年時点で、8人の孫と4人の曾孫がいた。1987年、バイクの事故により、片目を失明。
耳が遠くなり視力が弱ってはいるものの、健康状態の良い状態にあったが、2013年5月以降に健康状態が急速に衰え、寝たきりとなった。世界最高齢の男性としてギネス世界記録に認定された7か月後の2014年4月に死去。

## 長寿記録
- 同年9月13日 - アメリカのサルスティアーノ・サンチェスが死去したため、ジェロントロジー・リサーチ・グループにより、存命している男性世界最高齢者と認定される。
- 2014年4月24日 - 111歳357日で死去。112歳の誕生日の僅か8日前のことであった。リカタの死後、世界最高齢の男性はアメリカのアレクサンダー・イミック（1903年2月4日生まれ、ポーランド出身）となった。